# Adoranexa
Adoranexa je rod jepic z čeledi Ephemerellidae. Do tohoto rodu se řadí jediný popsaný druh, Adoranexa soldani, který v roce 1986 popsal Allen. Rod Adoranexa jako první popsali Jacobus a McCafferty v roce 2008.